# Christel Justen
Christel Justen (* 10. Oktober 1957 in Oosterhout; † 20. Januar 2005 in Waldenburg, Baden-Württemberg) war eine (west-)deutsche Schwimmerin. Sie war 1974 Europameisterin und Sportlerin des Jahres der Bundesrepublik.

## Leben
Justen wuchs in dem niederländischen Grenzort Vaals auf. Sie gehörte dem SV Aachen 06 an und trainierte bei Claus Vandenhirtz. Anfang 1973 besiegte sie bei einem Wettkampf in Bremen über 100 Meter Brust sowohl die Olympiasiegerin des Vorjahres Cathy Carr als auch die Europarekordhalterin Galina Stepanova. Bei den Internationalen Hallenmeisterschaften in Hamburg schwamm sie in 1:15,26 Minuten einen neuen DSV-Rekord, bei den Schwimmweltmeisterschaften in Belgrad konnte sie jedoch krankheitsbedingt nicht starten.
Im Jahr darauf wurde Justen mit der Aachener Lagenstaffel (West-)Deutsche Meisterin (Christel Justen, Ursula Schaps, Ursula Hüber, Waltraut Mathieu). Einen Monat später wurde Justen in Wien mit der Weltrekordzeit von 1:12,55 Minuten über 100 Meter Brust überraschend gegen die als übermächtig geltende Konkurrenz aus der DDR Europameisterin und daraufhin im gleichen Jahr in der Bundesrepublik Deutschland zur Sportlerin des Jahres gewählt. Danach trat sie vom Leistungssport zurück.
1993 sagte Justen aus, als Minderjährige ohne ihr Wissen von ihrem damaligen Trainer Claus Vandenhirtz mit dem Mittel Dianabol gedopt worden zu sein. Ihr Vater ließ die Tabletten analysieren; Vandenhirtz versprach dann, so etwas nicht mehr zu machen. Vandenhirtz war dann im Januar 1993 erneut mit Anabolika-Doping auffällig.
Christel Justen studierte an der Sporthochschule Köln. Danach arbeitete sie als Sporttherapeutin und Sportlehrerin bei der TSG Schwäbisch Hall. Ab 2001 war sie bei den Stadtwerken Schwäbisch Hall tätig. Sie litt seit einigen Jahren unter Herzrhythmusstörungen und starb im Alter von 47 Jahren in ihrem Haus in Waldenburg bei Schwäbisch Hall.